# 秋田市大森山動物園

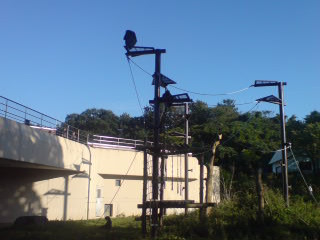
チンパンジーの森

秋田市大森山動物園（あきたしおおもりやまどうぶつえん）は、秋田県秋田市浜田字潟端にある秋田市立の動物園。愛称は「ミルヴェ」。

## 概要
秋田市大森山公園内に1973年（昭和48年）9月1日に開園した。前身は1950年（昭和25年）に千秋公園内に開設された県立児童会館付属児童動物園で、1953年に秋田市に移管され秋田市児童動物園となった（大森山への移転のため1973年8月10日閉園）。
2006年（平成18年）1月1日に施行された大森山動物園条例に基づき運営されている。約15 haの園内で、2020年11月現在、93種類、597点の動物が飼育されている。年間入園者数は2015年に最高値の28.5万人を記録した。また、同年に入園者数は1000万人に到達した。
旭山動物園に代表される「行動展示」を取り入れ、小規模な動物園ながら工夫された展示をしている。例えば、「チンパンジーの森」では高い支柱からロープを渡し、チンパンジーの樹上生活を再現している。また、「ビーバーのおうち」や「プレーリードッグのお立ち台」など、飼育員が手作りした展示施設も多く、2007年（平成19年）9月には「わぉ！バルコニー」が完成し、来園者の頭上を走り抜けるワオキツネザルが見られる。「まんまタイム」と題して、給餌を観察するイベントが毎日開催されている。ライオンやアムールトラがジャンプして餌の馬肉をとったり、チンパンジーが竹竿を使ってリンゴを落とす様子などが展示されている。給餌する動物や開催時間は、正面ゲート付近の案内板や園のホームページで確認が可能である。2020年11月14日からはアフリカタテガミヤマアラシの展示場がリニューアルされ、飼育員が給餌により誘導する「お立ち台」を設置された。
動物によっては来園者が給餌体験もできる。サルやラクダなどは毎日、ペンギンとキリンは土曜、日曜、祝日に体験できる。こちらも、正面ゲート付近の案内板や園のホームページで確認が可能である。
「ミルヴェ」の愛称は公募により2006年（平成18年）に制定された。開園40周年にあたる2013年（平成25年）3月、秋田公立美術工芸短期大学の学生によって制作されたロゴマークとマスコットキャラクター「オモリン」が発表された。2015年（平成27年）11月に秋田銀行が命名権を取得し、2016年（平成28年）3月19日から2019年（平成31年）2月28日までは「大森山動物園〜あきぎんオモリンの森〜」の名称が使用された。
また、秋田県立男鹿水族館と鶴岡市立加茂水族館の3園館の連携事業として、地域活性化の取り組みに貢献することを目的に東北の日本海に面した両水族館と交流活動を行っている。

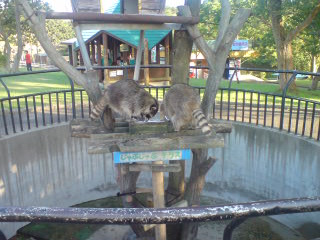
アライグマのじゃぶじゃぶテラス

なお、かつては「アライグマのじゃぶじゃぶテラス」にて、アライグマが水場で食べ物を洗う姿が展示されていたが、2013年3月7日に2歳の雄アライグマが脱走したため、同展示は中止となった。

## 代表的な動物
- アミメキリン
  - 義足キリンの「たいよう」で有名になる。2002年に死亡したが、園内のパネル展示や正面入口のオブジェ、遊園地のジェットコースター「きりんたいようくん」など、園内各所に名残がある。
  - 2007年7月、「たいよう」以来となるキリンの赤ちゃん「ひまわり」が誕生した。しかし、同年12月に「ひまわり」と母キリン「リリカ」がドラマ取材が原因によるストレスで死亡し、キリンは「たいよう」と「ひまわり」の父「ジュン」1頭のみだったが、2008年11月盛岡市動物公園から雌のキリン「リンリン」が移動し、2頭になった[12][13]。しかし、「ジュン」も消化器疾患により2011年6月に死亡し、残るキリンは「リンリン」1頭だけとなった。
- アフリカゾウ
- レッサーパンダ
- チンパンジー
- ユキヒョウ
- ニホンイヌワシ
  - 2006年、同じ母鳥から3羽が孵化し、3羽ともに生育し、国内初の事例となった[14]。2007年にも3つの卵を産んでおり、2羽が孵化・生育した。

## 沿革
以下は、公式サイトに基づく沿革である。

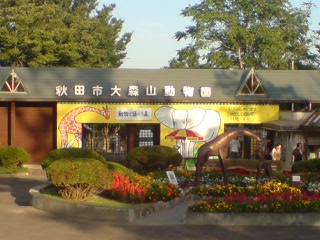
リニューアル前（2007年9月）

- 1950年（昭和25年）10月 - 「秋田県児童会館付属動物園」として、秋田市上中城町の千秋公園に開園。
- 1953年（昭和28年）4月1日 - 秋田県から秋田市に移管し、名称を「秋田市児童動物園」へ変更。
- 1970年（昭和45年）10月19日 - ライオンが逃走後、千秋公園内で射殺[16]。
- 1973年（昭和48年）9月1日 - 秋田市浜田の現在地に移転。
- 1974年（昭和49年） - ニホンアナグマの国内初の繁殖に成功。
- 1978年（昭和53年） - 国内で初めてメンフクロウの繁殖に成功。
- 1981年（昭和56年） -「サル山」が完成。
- 1990年（平成2年） - 国内で初めてセグロジャッカルの人工保育に成功。
- 1994年（平成6年） - 国内で初めてホンドテンの繁殖に成功。
- 1995年（平成7年） - 国内で初めてアネハヅルの人工授精に成功。
- 2002年（平成14年） - 「チンパンジーの森」が完成。
- 2003年（平成15年） - 「王者の森」が完成。
- 2006年（平成18年）
  - 1月7日 - 土曜・日曜・祝日に限り試験的に冬期開園。
  - 3月7日 - 公募の結果、愛称を「ミルヴェ」と決定[2]。
- 2007年（平成19年）
  - 3月31日 - 研修ホール「ミルヴェ館」が開館。
  - 6月18日 - 大森山遊園地を運営していた浜田観光が経営不振のため閉鎖。
- 2008年（平成20年）
  - 4月1日 - 大森山遊園地に遊具を納入していた豊永産業が経営を継承し、愛称を「ANIPA」（アニパ）とした上で遊園地の営業を再開[17]。
  - 4月26日 - 動物健康管理センター「森のびょういん」が完成[18]。
- 2009年（平成21年）4月18日 - 園内草食動物のゾーン内に、大型遊具「アソヴェの森」オープン。
- 2011年（平成23年）5月4日 - 現在地に開園してからの入園者数が900万人に到達。
- 2014年（平成26年）7月24日 - ビジターセンターがオープン[19]。
- 2015年（平成27年）
  - 2月19日 - タレントの高木美保が同年4月より名誉園長になることを発表[20]。
  - 3月21日 - 現在地に開園してからの入園者数が1000万人に到達[6]。
- 2016年（平成28年）3月19日 - 命名権導入により、「大森山動物園～あきぎんオモリンの森～」の名称を使用を開始した[2][9]。

- 2023年（令和5年）

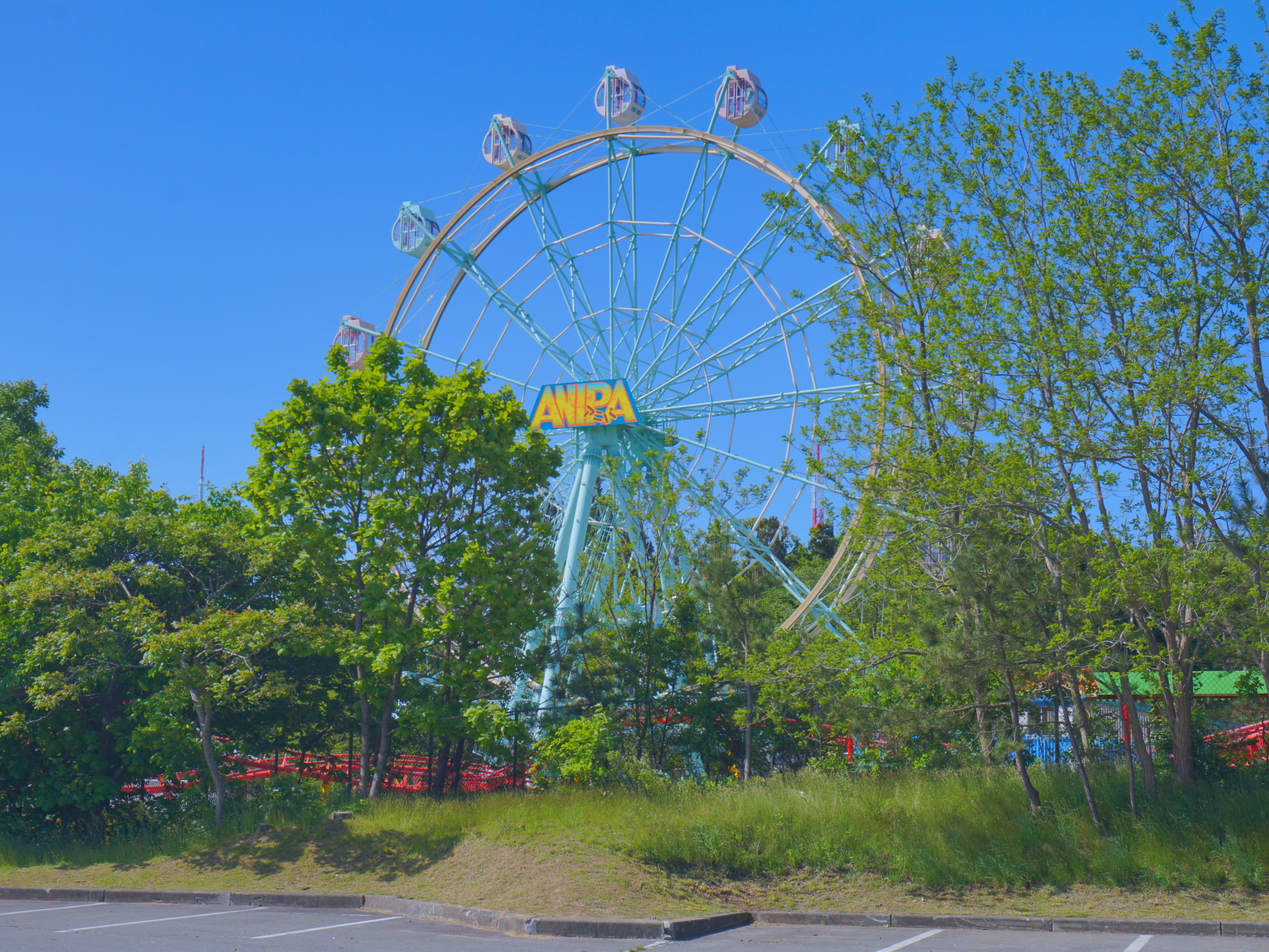
フルールの外観

  - 3月17日 - 高木美保が名誉園長を退任するのに先立ち、秋田市役所にて感謝状の贈呈式を開催[21]。翌18日の開園セレモニー出席をもって、名誉園長を退任[21]。
  - 3月18日 - 今季の通常営業開始にあわせて、正面ゲート付近の2カ所に開園50周年の記念モニュメントを披露[22]。
  - 4月30日 - 遊園地（アニパ）内にて、老朽化による建て替えを行っていた観覧車がオープン[23][24]。福岡県福岡市のかしいかえん（2021年12月30日閉園）から移設されたもので、新たに「フルール」と名付けられた[注釈 1][24]。

## アクセス
鉄道
JR羽越本線新屋駅より徒歩20分。
路線バス
秋田駅（西口7番のりば）、または西部サービスセンター（2番のりば）より秋田中央交通バス712系統「西部SC・大森山動物園行き」を終点下車。開園日（年度によって異なる）のみ運行。
自家用車
国道7号（秋田南バイパス）「浜田こ道橋」から秋田県道65号寺内新屋雄和線に分岐して約5分。